# Shuto Nakahara
Shuto Nakahara (中原 秀人 Nakahara Shuto?), född 29 oktober 1990 i Kagoshima prefektur, är en japansk fotbollsspelare.
Nakahara började sin karriär 2012 i Giravanz Kitakyushu. 2013 flyttade han till Avispa Fukuoka. Han spelade 96 ligamatcher för klubben. Han gick tillbaka till Giravanz Kitakyushu 2017. 2017 flyttade han till Kagoshima United FC.